# Sandéba (Ipelcé)
Pour les articles homonymes, voir Sandéba.
Sandéba est une commune rurale située dans le département d'Ipelcé de la province du Bazèga dans la région du Centre-Sud au Burkina Faso.

## Santé et éducation
Le centre de soins le plus proche de Sandéba est le centre de santé et de promotion sociale (CSPS) d'Ipelcé.